# Bending Hectic
"Bending Hectic" — пісня англійського рок-гурту The Smile з їхнього другого студійного альбому Wall of Eyes (2024). Вона була випущена 20 червня 2023 року, за день до того, як The Smile розпочали другий етап свого дебютного північноамериканського туру.

## Композиція
У 2022 році, під час свого першого північноамериканського туру, The Smile дебютували з матеріалом, написаним під час гастролей. Вони вперше виконали «Bending Hectic» на швейцарському джазовому фестивалі в Монтре у 2022 році. Вокаліст Том Йорк, сказав, що написав текст пісні того ж дня. Відео повного сету, включаючи «Bending Hectic», було випущено на 48 годин для просування концертного альбому The Smile (Live at Montreux Jazz Festival, July 2022).

## Запис
Після завершення першого етапу свого першого північноамериканського турне The Smile розпочали запис нового матеріалу. «Bending Hectic» був записаний у студії Abbey Road Studios, продюсуванням займався Сем Петтс-Девіс, а партію струнних виконав — Лондонський сучасний оркестр.

## Реліз
«Bending Hectic» вийшов 20 червня 2023 року, за день до того, як Smile відновили північноамериканське турне. Того ж дня було випущено анімаційне відео, режисером якого стала Сабріна Ніколс, а художниками — Йорк і Стенлі Донвуд. «Bending Hectic» увійшов до другого альбому Smile Wall of Eyes (2024).

## Відгуки
«Bending Hectic» отримала схвальні відгуки від критиків і шанувальників, коли The Smile вперше виконали її — багато хто закликав випустити сингл. Stereogum описав сингл як «епопею, яка починається м'яко і тихо і перетворюється на чудового звіра, що тупотить», і назвав його однією з «найкращих і найамбітніших нових пісень, які вони представили на гастролях минулого року». American Songwriter писав, що сингл «заморозить серця і уми фанатів, які його слухають, з огляду на його музичні нюанси і ностальгію за минулим».

## Персоналії
The Smile
- Том Йорк – вокал, бас
- Джонні Ґрінвуд – гітара, оркестрове аранжування
- Том Скіннер – барабани

Продакшн
- Сем Петтс-Девіс

Додаткові музиканти
- Лондонський сучасний оркестр